# Långtjärnen (Ljusdals socken, Hälsingland, 687575-149025)
Långtjärnen är en sjö i Ljusdals kommun i Hälsingland och ingår i Ljusnans huvudavrinningsområde.